# St. Michael (Alken)

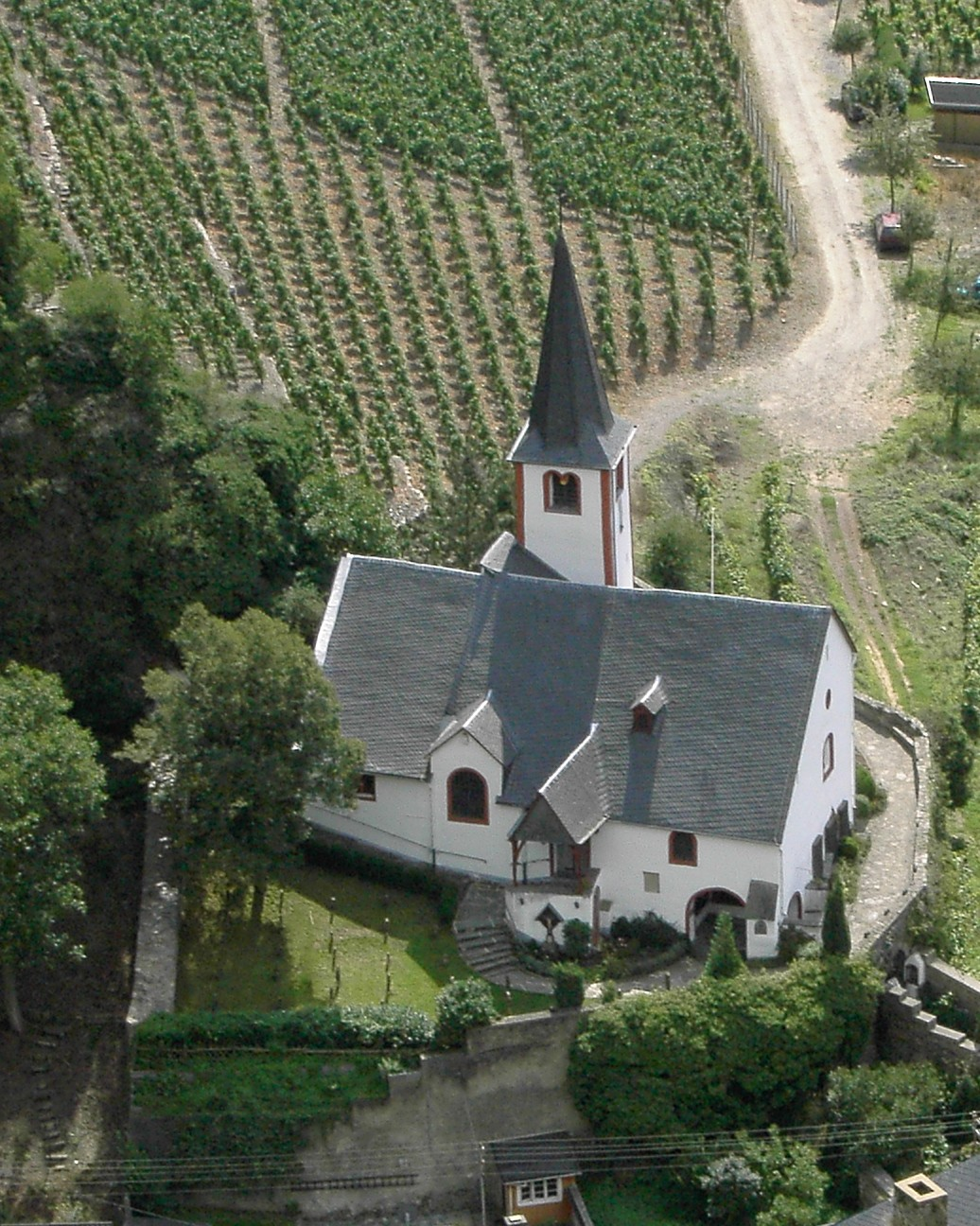
Alken Michaelskapelle

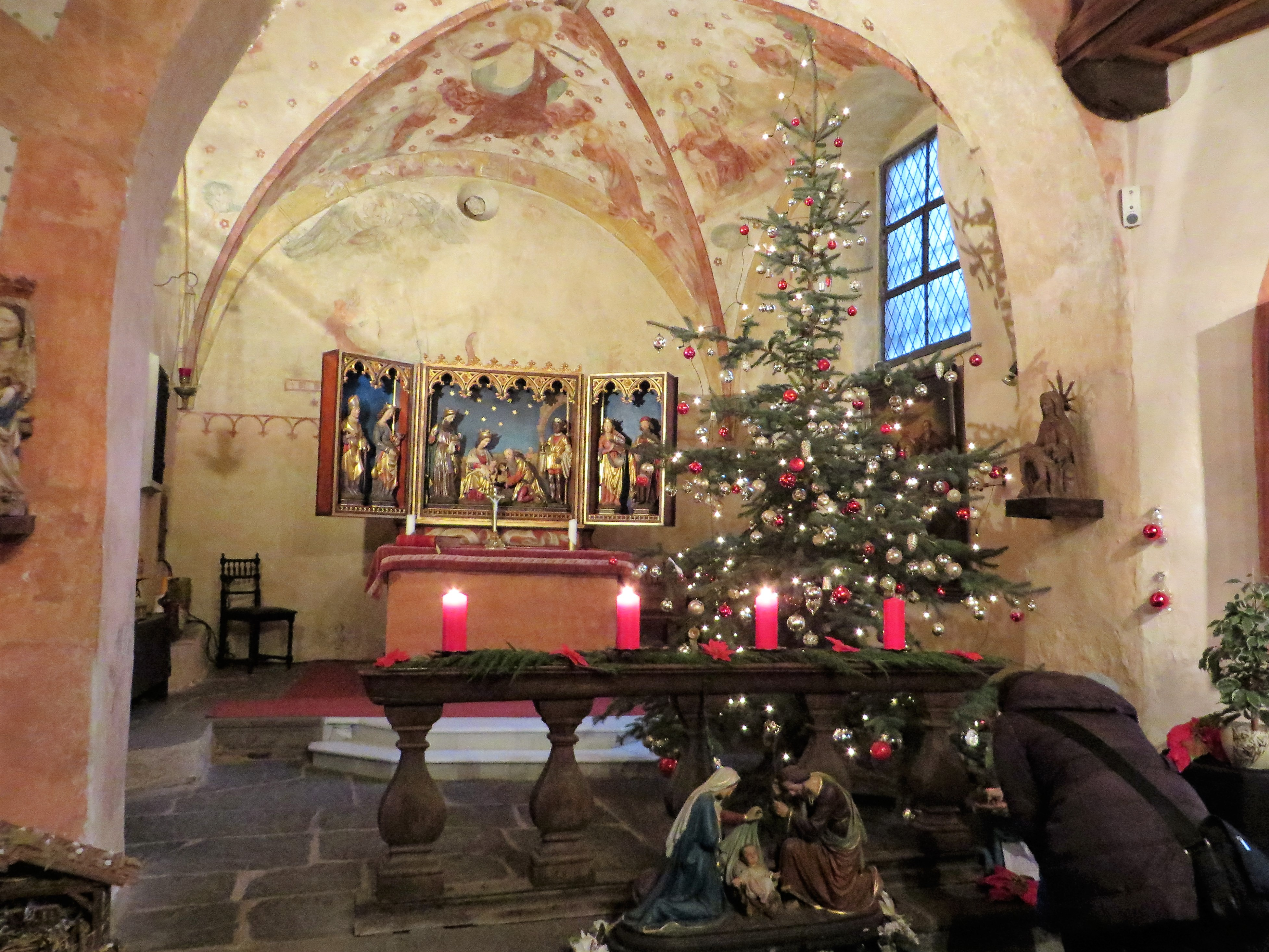
Die alte Pfarrkirche in Alken, Chorraum

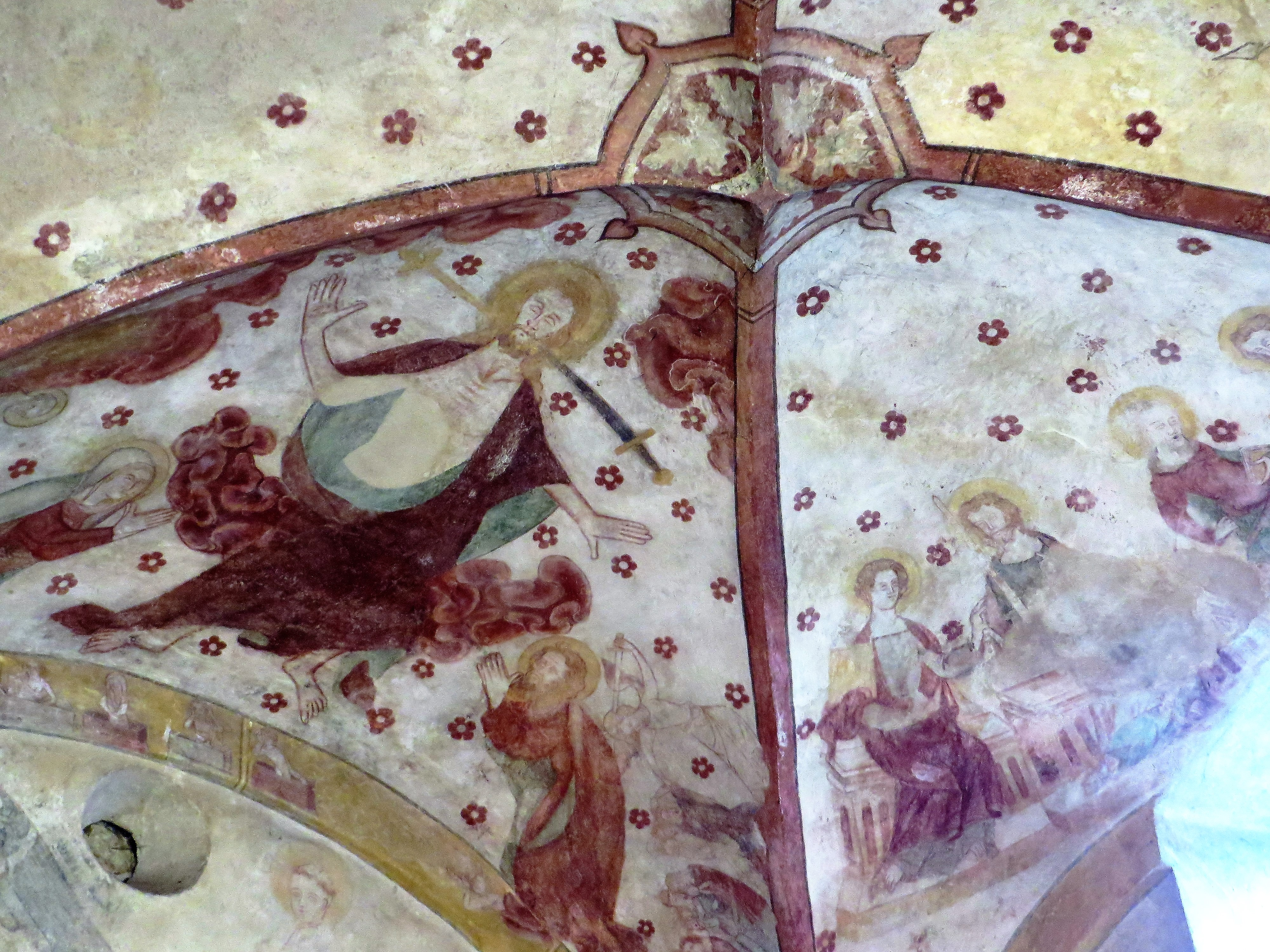
Deckenfresko über dem Altarraum „Christus der Weltenrichter“

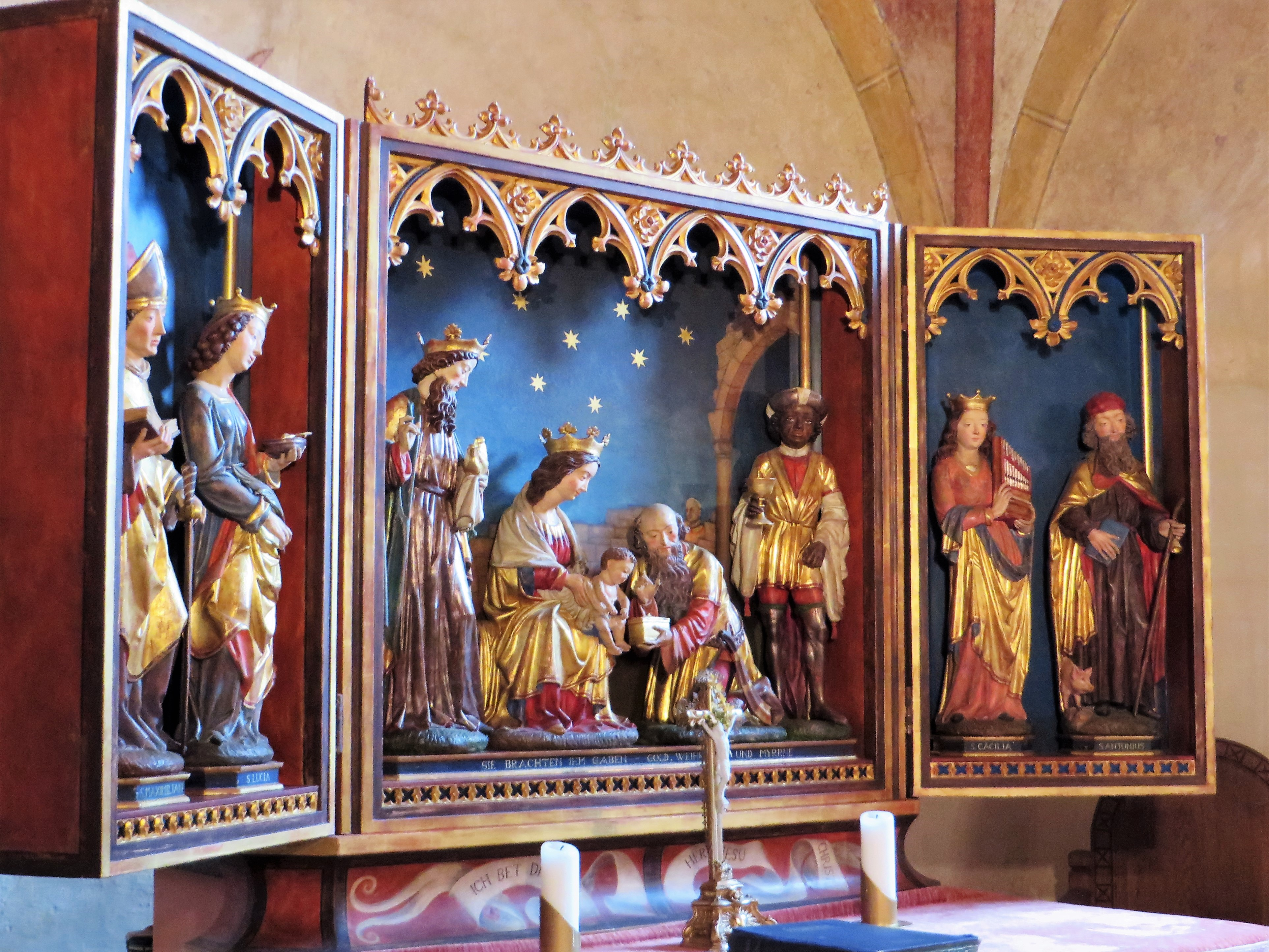
Anbetung der Könige (Weihnachtsgeschichte) in der Mitte des Hochaltars

St. Michael ist die über 1000 Jahre alte erste Pfarrkirche der Weingemeinde Alken und damit eine der ältesten Kirchen an der Mosel. Der im Kern romanische Saalbau, der Westturm aus dem 13. Jahrhundert und die Sakristei von 1547 sind nahezu vollständig erhalten und originalgetreu restauriert. Wertvolle Fresken und ein reiches Inventar aus kunstvollen Altären, Gemälden und Statuen bestimmen die mittelalterlich sinnenfrohe Atmosphäre des Raumes.

## Geschichte
Das 1015 in der Urkunde der Anniversarienstiftung des Erzbischofs Megingaud von Trier erstmals erwähnte, dem Erzengel Michael geweihte Gotteshaus stand über 800 Jahre lang im Mittelpunkt des religiösen Lebens der katholischen Pfarrgemeinde in Alken. Seit der Fertigstellung und Einweihung der neuen Pfarrkirche 1849 trat es in den Hintergrund, bis es in der zweiten Hälfte des 20. Jahrhunderts von engagierten Bürgern in seiner historischen Bedeutung wiederentdeckt wurde.
Die ab 1981 neu belebte St.-Michaels-Bruderschaft betrieb in der Folgezeit die Restaurierungs- und Erhaltungsmaßnahmen, die Freilegung der Deckengemälde, die Rückführung des barocken Seitenaltars (1987), sowie die möglichst originalgetreue Ausstattung. 2015 wurde eine Multimediapräsentation Zeitreise – 1000 Jahre alte Kirche St. Michael fertiggestellt, die seitdem zu festen Zeiten in der Kirche gezeigt wird.

## Beschreibung
Über den von 14 Kreuzwegstationen gesäumten steilen Treppenaufgang gelangt man zum Eingangsbereich, der durch ein Schaugitter (etwas unterhalb) einen Einblick in das Gebeinhaus gewährt. Es bewahrt Skelettüberreste aus dem 14. bis 18. Jahrhundert aus dem alten mit Basaltkreuzen (z. T. aus dem 16. Jahrhundert) ausgestatteten Friedhof auf.
Das Kircheninnere ist reich und farbenprächtig dekoriert. Das Fresko „Christus als Weltenrichter“ (Chor) von 1350 ist – sorgfältig restauriert – in Originalfarben zu sehen. Die Fresken im Kirchenschiff entstanden um 1500. Der Hochaltar stellt in der Mitte die Anbetung der Könige dar; die beiden Flügeln zeigen die Heiligen Maximilian, Lucia, Cäcilia und Antonius. Der linke Seitenaltar (Michaelsaltar) aus der Zeit des Barock hatte nach 1849 zunächst in der neuen Pfarrkirche seinen Platz gefunden. Der Taufstein im Glockenturm erinnert daran, dass Alken 1616 eine eigenständige Pfarrei wurde. Das Triptychon daneben stellt den Märtyrer Stephanus dar, flankiert von zwei Evangelisten, sowie dem Hl. Nikolaus (Patron der Schiffer) und dem Hl. Urban (Patron der Winzer). Weitere bemalte Holzschnitzereien sowie einzeln stehende Statuen befinden sich auf beiden Seiten des Kirchenschiffs.